# BK Oeral Jekaterinenburg
Basketbolnyj kloeb Oeral Jekaterinenburg (Russisch: Баскетбольный клуб Урал Екатеринбург) was een Russische professionele basketballclub uit Jekaterinenburg, Rusland dat uitkwam in de Russische superliga B. De officiële mascotte is een Griffioen.

## Geschiedenis
De club werd opgericht in 2006 als Staats-Technische Universiteit van de Oeral (UPI). Ook kregen ze in sponsor Oeral een geldschieter en werd de naam Oeral-UPI. In 2007, vlak voor de start van het nieuwe seizoen, was er een conflict tussen de provinciale ambtenaren en de Staats-Technische Universiteit van de Oeral. De definitieve naam werd Oeral Jekaterinenburg. In 2012 en 2013 werd Oeral kampioen in de Russische superliga B en promoveerde naar de Russische superliga A. In juli 2020 kondigde Oeral aan dat het zijn aanvraag voor deelname aan de Russische superliga A-wedstrijden had ingetrokken en het seizoen 2020/21 zou missen.

## Erelijst
- Landskampioen Rusland: 2 (divisie B)
  - Winnaar: 2012, 2013

## Bekende (oud)-coaches
- Vadim Filatov (2006-2009)
- Andrej Proskoerjakov (2009)[2]
- Roman Dvinjaninov (2009-2010)[3]
- Andrej Kibenko (2010-2011)[4]
- Oleg Okoelov (2011-2015)[5]
- Dmitri Sjakoelin (2015-2016)[6]
- Vadim Filatov (2016-2019)[7]
- Alar Varrak (2019)[8]
- Michail Karpenko (2019-2020)[9]